# China National Offshore Oil Corporation
A China National Offshore Oil Corporation (CNOOC) (chinês simplificado: 中国海洋石油总公司, lit. ‘Zhōngguó hǎiyáng shíyóu zónggōngsī’), é uma empresa petrolífera chinesa, empresa de economia mista,  com ações na Bolsa de Valores de Hong Kong (Hong Kong Stock Exchange). O acionista majoritário é o governo da China, que controla 70% da corporação. É a maior empresa de exploração petrolífera offshore em alto mar da China. Cerca de 80% dos rendimentos da empresa veem da exploração petrolífera direta. A empresa assume, sem custos, 51% de qualquer projeto de exploração em alto mar realizado na China por empresas petrolíferas estrangeiras.
A CNOOC fundada em 1982, resultante do processo de reforma do setor petrolífero chinês e do fim do controle direto pelo Ministério do Petróleo. Neste processo foram criadas três companhioas petrolíferas: a CNOOC, a CNPC e a Sinopec.
Inicialmente a CNOOC se especializou na prospecção marítima, ou offshore, a CNPC na produção onshore e a Sinopec na área de petroquímica, refino e derivados. Posteriormente essas barreiras foram retiradas e a China passou a contar com três semi-estatais consideradas gigantes no setor petrolífero mundial.
A CNOOC continua sendo a maior companhia chinesa na exploração de petróleo no alto mar e controla praticamente todo o setor de importação de gás liquefeito ou GNL do país, incluindo os grandes terminais de GNL instalados no litoral chinês. A empresa China Oilfield Services (COSL) é uma subsidiaria da CNOOC Limited com ações na bolsa do principal centro financeiro chinês: Hong Kong.
Em 2005 a CNOOC tentou comprar a petrolífera americana Unocal, acionista majoritária do gasoduto trans-afegão, mas esta operação foi bloqueada pelo governo dos Estados Unidos, que alegou razões de "Segurança Nacional".

## Subsidiarias
Atualmente a CNOOC constitui um conglomerado formado pelas seguintes empresas:
- China National Offshore Oil Company Limited ou CNOOC Ltd.
- China Offshore Oil & Gas Development & Utilization Company
- China BlueChemical Limited
- China Oilfield Services Limited
- CNOOC Gas & Power Group
- CNOOC Oil & Petrochemicals Co., Ltd.
- CNOOC Marketing Company
- CNOOC Energy Technology & Services Limited
- CNOOC New Energy Investment Co., Ltd.
- Offshore Oil Engineering Co., Ltd.